# Göschitz

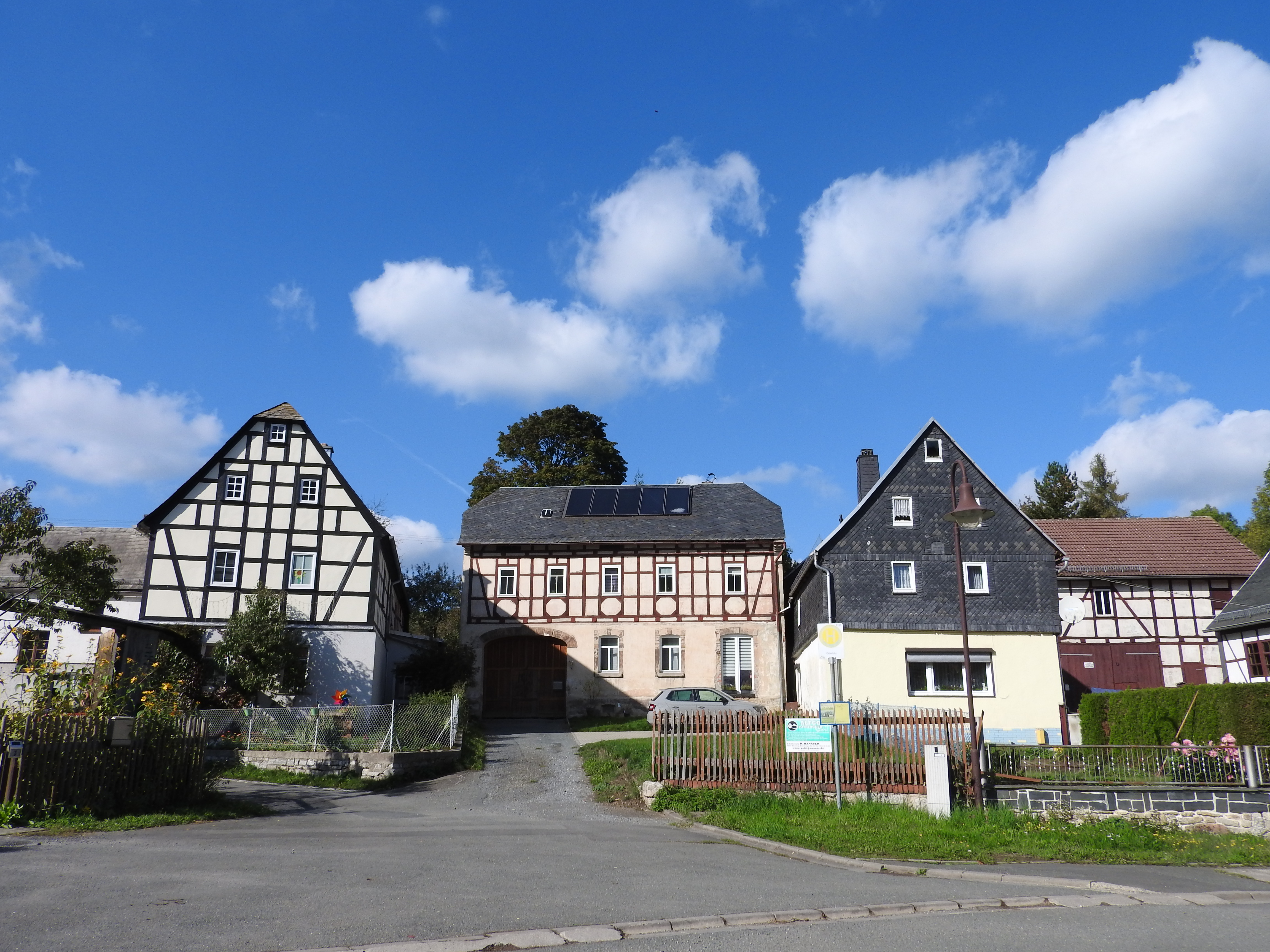
Im Ort

Göschitz ist eine Gemeinde im thüringischen Saale-Orla-Kreis und gehört zur Verwaltungsgemeinschaft Seenplatte.

## Geographie
Die Gemeinde Göschitz liegt im Thüringer Schiefergebirge.
Einziger Ortsteil ist das nordwestlich gelegene Rödersdorf.
Angrenzende Gemeinden sind Dittersdorf, Kirschkau, Löhma und Tegau im Saale-Orla-Kreis sowie die Stadt Zeulenroda-Triebes im Landkreis Greiz.

## Geschichte
Der Ort wurde am 1. Juni 1320 erstmals urkundlich erwähnt.
Laut Unterlagen des ortsansässigen Dorfchronisten Günter Zimmermann, wurde der Ort im Jahr 1333 erstmals urkundlich erwähnt. In Anlehnung an dieses Datum feierte man 1999 das 666.jährige bestehen des Dorfes mit einem überregionalen, großen Fest.

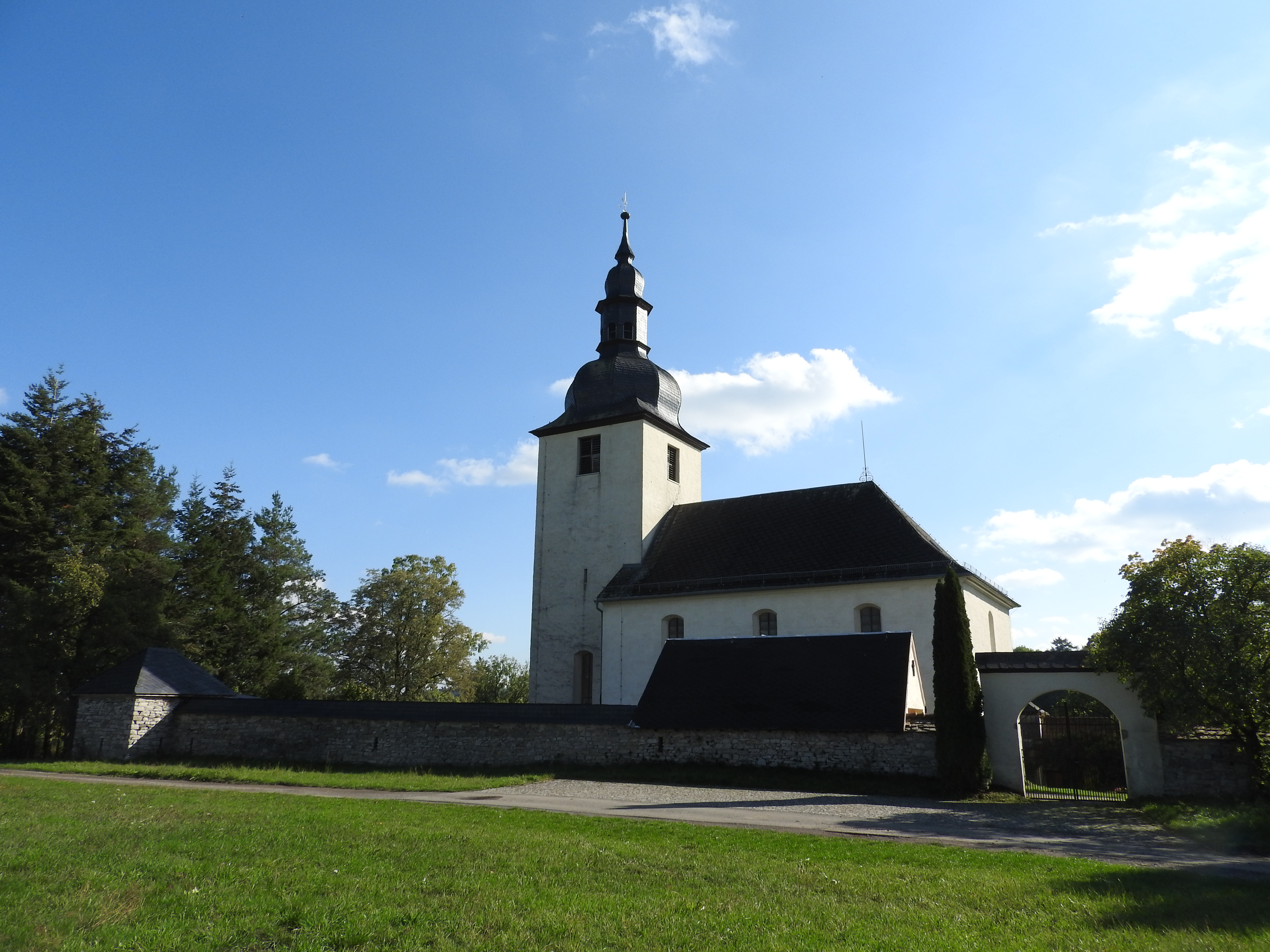
Dorfkirche

Die mit einer Mauer und vier Ecktürmen umwehrte mit Schlitzscharten versehene Wehrkirche des Ortes liegt auf einer spornartigen Anhöhe dicht nördlich des Ortes. Der Vorgängerbau war wohl eine Befestigungsanlage, denn hier führte einst eine Handelsstraße vorbei.
Auf Grund seiner malerischen Lage, wurde Göschitz bereits im 19. Jh. als reußisches Italien bezeichnet.
Göschitz war ein ehemaliges Mühlendorf:
- Die Dorfmühle in Göschitz ist im 18. Jahrhundert erstmals mit Eignern erwähnt worden. Mit Mehl- und Schrotgang war sie ausgerüstet. Das Güldewasser trieb das oberschlächtige Wasserrad. Im Jahr 1943 brach das gusseiserne Kammrad. Folge war die Einstellung des Betriebes. Die Wasseranlagen verschwanden nach und nach. Der heutige Besitzer baute die Gebäude um und sich ein neues Fachwerkhaus. Im ehemaligen Mühlteich schwimmen Forellen.
- Die Besitzer der Tümpfelmühle im Ort konnten bis 1570 zurückverfolgt werden. 1961 musste das Müllergewerbe aufgegeben werden. Das Wasserrecht für die Tümpfelsmühle war durch den Verkauf vom Teich und Mühlgraben an die Gemeinde für das Mühlenanwesen erloschen. Der Dorfbach ist ein Rest des Mühlgrabens. Das Flüsschen Gülde ist verrohrt.
- Die Mösersmühle zu Göschitz wurde vom Gülde- und Modelitschwasser mittels eines oberschlächtigen Wasserrades angetrieben. 1672 wurde sie aktenkundig erstmals erwähnt, denn 1972 feierte die Möserfamilie ihr dreihundertjähriges Familienjubiläum. 1970 wurde das Müllergewerbe aufgegeben, das Wasserrecht erlosch 1978.

2015 diente die Mösermühle als Drehort für den Fernsehfilm Tannbach.
- Die Leuermühle bei Göschitz wurde 1616 schriftlich im Amt Schleiz erwähnt. Zu den ehemaligen Mühlenbesitzern liegt eine umfangreiche Übersicht vor. 1955 wurde der Mühlenbesitzer wegen unberechtigtem Waffenbesitz inhaftiert. Ein Mitbewohner hatte den Müller angezeigt. Der Sohn flüchtete nach der Verhaftung des Vaters in die Bundesrepublik Deutschland. Ein Treuhänder betreute das Vieh und das Anwesen. Wegen guter Führung wurde der Inhaftierte frühzeitig aus der Haft entlassen. Er trat dann der LPG Güldetal bei. Nach seinem Tod siedelte die Witwe 1970 in die Bundesrepublik Deutschland. Heute sind neue Besitzer im Anwesen. Sie wohnen hier und pflegen die Gebäude und das Umfeld.[5]

Am 1. Juli 1950 wurde die bis dahin eigenständige Gemeinde Rödersdorf eingegliedert.

## Einwohnerentwicklung
Entwicklung der Einwohnerzahl (jeweils 31. Dezember):
| - 1994: 282 - 1995: 288 - 1996: 292 - 1997: 294 - 1998: 288 - 1999: 287 | - 2000: 291 - 2001: 284 - 2002: 291 - 2003: 289 - 2004: 290 - 2005: 284 | - 2006: 274 - 2007: 269 - 2008: 273 - 2009: 271 - 2010: 266 - 2011: 258 | - 2012: 246 - 2013: 244 - 2014: 237 - 2015: 224 - 2016: 226 - 2017: 217 | - 2018: 211 - 2019: 207 - 2020: 207 - 2021: 206 - 2022: - 2023: 203 |

 Datenquelle: Thüringer Landesamt für Statistik

## Wirtschaft und Infrastruktur
Durch das Gemeindegebiet führt die Landesstraße 3002.
Das größte ansässige Unternehmen ist der landwirtschaftliche Kleinbetrieb Huber. Dieser ist vorwiegend spezialisiert auf Milchviehhaltung und Anbau von Futtermitteln.
Der Gasthof „Zur Linde“ feierte 2015 sein 275-jähriges Bestehen. Seit 1858 befindet sich das Gasthaus im Besitz der Familie Knoch.

## Kultur und Sehenswürdigkeiten
Der Gasthof „Zur Linde“ pflegt die für die Region und den Ort geltenden Traditionen. Dazu zählen unter anderem die jährlich im November zelebrierte Kirmes, Schlachtfeste, Schnauzerturniere und Bockbierfeste.
Ebenfalls geprägt wird die Dorfgemeinschaft durch das jährliche Maibaumsetzen mit anschließendem Hexenfeuer und dem regelmäßig gefeierten Badfest am Badeteich.
Die barocke Kirche geht auf eine mittelalterliche Chorturmkirche zurück.
Bei der Bundestagswahl 2025 stimmten 71,4 % der 203 Einwohner für die AfD und stellten einen Rekordwert für die rechtsextreme politische Partei auf.

## Söhne und Töchter der Gemeinde
- August Sturm (1852–1923), Jurist und Schriftsteller